# يوسف محمد سياد
يوسف محمد سياد (إنطعدي) (بالصومالية: Yuusuf Maxamed Siyaad Indhacadde)‏ يُلقب بـ (إنطعدي) (أبيض العيون) سياسي صومالي ضابط سابق في القوات المسلحة الصومالية. ينحدر من عشيرة عير  إحدى بطون قبيلة هبر جدير من قبائل الهوية. شغل لفترة وجيزة منصب وزير الدفاع الصومالي.
شغل إنطعدي منصب حاكم محافظة شبيلي السفلى في عام 2002، وتحالف فيما بعد مع المحاكم الإسلامية، بعد سيطرتهم على وسط وجنوب الصومال وسيطر على محافظة شبيلي السفلى في سبتمبر 2006. في ديسمبر 2006 ناشد إنطعدي شباب الصومال للانضمام إلى ما أسماه الجهاد ضد إثيوبيا. بعد اجتياح القوات الإثيوبية للصومال انضم إنطعدي بعد انهيار المحاكم الإسلامية إلى حزب الإسلام عام 2008. لكنه سرعان ما بدأ نزاعًا داخليًا في الجماعة حيث ادعى أنه عزل رئيس الجماعة عمر إيمان أبو بكر واستبدله برجل دين إسلامي آخر، غير أن حسن طاهر أويس أعرب عن دعمه لعمر إيمان وانتقد إنطعد قائلاً إنه "جعل من الطبيعي تدمير كل مجموعة ينتمي إليها".  في 17 مايو 2009 ، انشق إنطعد عن حزب الإسلام وانضم إلى الحكومة الاتحادية الانتقالية وعُين لاحقًا وزيراً للدفاع، استقال من منصبه كوزير في 17 يونيو 2010 وأنشأ فصيله الخاص بعد أن ادعى أن الحكومة لم تلتزم باتفاقاتها. 

## الحرب في الصومال
في 12 ديسمبر 2006 أصدر إنذارا نهائيا يقضي بضرورة انسحاب القوات الإثيوبية في غضون سبعة أيام من البلاد. في 15 ديسمبر 2006 في إشارة إلى قوة بعثة الاتحاد الإفريقي في الصومال حذر الدول الأفريقية من إرسال قوات إلى الصومال.  في 19 ديسمبر وفي الموعد النهائي لإنذاره النهائي، اعتبر المحللون أن الموقف المتشدد لإنطعدي قد تسبب في انقسام بين قوات اتحاد المحاكم الإسلامية. في 20 ديسمبر وبعد رفض الإثيوبيون الانسحاب اعترف بأن القتال بدأ بين الجانبين ودارت معارك شرسة بين الطرفين. 
في 21 ديسمبر 2006 ومع اشتداد المعارك، غادر في رحلة مع حسن طاهر أويس، وذكرت تقارير أنه ذهب إلى مكة لأداء مناسك الحج. 
في 23 ديسمبر 2006 مع استمرار المعركة وجه نداءً عالميًا للجهاديين للحضور إلى الصومال وادعى أن اتحاد المحاكم الإسلامية قد استولى على تيغلو بمحافظة بكول. ولم تمر أيام حتى انهارت قوات اتحاد المحاكم الإسلامية مما أدى إلى سقوط مقديشو وتراجع اتحاد المحاكم الإسلامية إلى معقلهم في رأس كامبوني.

## محاولة اغتيال
في 15 فبراير 2010 نجا "إنطعدي" أثناء توليه منصب وزير الدفاع بأعجوبة من هجوم انتحاري بسيارة مفخخة استهدف موكبه في العاصمة الصومالية مقديشو. وأفادت تقارير بمقتل ما لا يقل عن ثمانية مدنيين واثنين من قوات الحكومة الاتحادية الانتقالية، وأكد الوزير في تصريحات صحفية عقب الهجوم إن حركة الشباب لن تثنيه عن مهمته "لاستعادة القانون والنظام". وأشار إلى إن سيارتين مفخختين استُخدمت ضده في 15 فبراير. وأعاقت حافلة صغيرة بالصدفة أول سيارة مفخخة بينما كان المهاجم يسرع باتجاه موكب الوزير، وأشار الوزير إلى إنه شاهد سيارة ثانية قادمة وفي حالة الارتباك التي أعقبت الانفجار الأول، اصطدمت بفندق مجاور، وقال إنطعدي أنه بعد لحظات انفجرت السيارة الثانية أيضًا. تسببت الانفجارات في أضرار جسيمة في الممتلكات
في 31 يناير 2021 ظهرت شائعات بأنه أُنقذ من هجوم لحركة الشباب استهدف فندق أفريك في العاصمة مقديشو إلا أنه نفى ذلك، وصرح أنه اشتبك مع قوات حركة الشباب، كما صرّح أن الجنرال جلال القائد في القوات المسلحة الصومالية قتل على يد القوات الأمنية الصومالية وليس برصاص حركة الشباب